# Telxiépia
Na mitologia grega Telxiépia (Cantora que enfeitiça), Telxiepeia ou Telxíope (em grego: Θελξιέπεια; romaniz.: Thelxiépeia; "que encanta pelas palavras ou pelo canto", e Θελξιόπη: "de aparência encantadora" ), era uma das três sereias, que viviam na ilha Antemoessa. Segundo Hesíodo, as outras são Molpe e Aglaôfono. Segundo o Pseudo-Apolodoro, seus nomes são: Telxiepeia, Pisinoe e Aglaope ( E7.18). Suidas (Seirenas) cita Telxiepeia, Peisinoe e Ligeia. Estrabão (5.4.7 & 6.1.1) refere-se somente a Partenope e Leucósia. Licofron (712) cita Partenope, Ligeia e Leucósia .
As sereias eram ninfas que, com seu canto, enfeitiçavam os marinheiros, atraindo-os para a morte. Anteriormente, elas foram servas da deusa Perséfone. Quando esta foi raptada por Hades, Deméter deu-lhes corpos de pássaros, e enviou-as para ajudar na busca. Elas acabaram por desistir e se estabeleceram na ilha de Antemoessa (identificada ora com Ísquia, ora com Capri, ambas no Golfo de Nápoles). As sirenas foram mais tarde encontradas pelos argonautas, que passaram por elas ilesos com a ajuda do poeta Orfeu, que, com sua música, abafou o canto delas. Ulisses também conseguiu passar por elas, amarrando-se ao mastro do seu navio, e obrigando seus homens a taparem os ouvidos com cera. As sereias ficaram tão aflitas com o estratagema de Ulisses que se jogaram no mar e se afogaram. 
Na Antiguidade, as sereias eram representados como aves, com a cabeça (ou toda a parte superior do corpo) de mulher. Na arte mosaica, eram representadas apenas com as pernas de aves.